# .org
.org (от англ. organization — организация) — общий домен верхнего уровня. Один из первых доменов верхнего уровня, первоначально предназначенный для некоммерческих организаций, не соответствующих критериям других доменов. Сейчас используется без ограничений и получил широкое распространение в современном Интернете. В частности, Википедия использует этот домен.

## Описание
Домен .org работает с 1 января 1985 года.
С 2002 года администратором домена является некоммерческая организация Public Interest Registry, учреждённая для этой цели Internet Society (ISOC).
В 2019 году была начата сделка между ISOC и неизвестной ранее фирмой Ethos Capital по продаже доменной зоны .ORG вместе с обслуживающей эту зону Public Interest Registry (PIR). В декабре 2019 года ICANN запросила у участников сделки дополнительную информацию о владельцах покупателя и о подробностях сделки, в итоге сделка была заблокирована.
Основной сервер базы данных whois — whois.pir.org.
Домен «.org» не следует путать с доменом «.орг» на кириллице, рассчитанного «на создание сайтов благотворительных фондов, социальных организаций, профсоюзов и прочих некоммерческих объединений».